# 38e breedtegraad noord
De 38e breedtegraad noord is een denkbeeldige parallel die zich 38 graden ten noorden van de evenaar bevindt. De breedtegraad is vooral belangrijk in de recente geschiedenis van Korea.
Beginnend bij de Meridiaan van Greenwich en reizend naar het oosten loopt de 38e breedtegraad door:
- de Middellandse Zee;
- Italië (Sicilië);
- de Ionische Zee;
- Griekenland;
- de Egeïsche Zee;
- Turkije;
- Iran;
- de Kaspische Zee;
- Turkmenistan;
- Oezbekistan;
- Tadzjikistan;
- Afghanistan;
- de Volksrepubliek China;
- de Gele Zee;
- Noord-Korea;
- Zuid-Korea;
- de Japanse Zee;
- Japan (Honshu);
- de Grote Oceaan;
- de Verenigde Staten;
- de Atlantische Oceaan;
- Portugal;
- Spanje;
- Pakistan;

## Korea

De grens tussen Noord- en Zuid-Korea ten opzichte van de 38e breedtegraad

De 38e breedtegraad werd voor het eerst gezien als een scheidingslijn voor Korea in 1902. De Russen probeerden Korea onder hun controle te krijgen, terwijl Japan juist erkenning van zijn rechten in Korea had gekregen van de Britten. In een poging een conflict te vermijden, stelde Japan Rusland voor dat Korea zou worden gesplitst in twee helften, met de 38e breedtegraad als grens. Er werd echter geen formeel akkoord bereikt, en Japan nam later volle controle over Korea.
Nadat Japan zich overgaf in 1945 werd de breedtegraad de grens tussen het Sovjet- (noord) en het Amerikaanse gedeelte (zuid) van Korea. In 1948 werd de breedtegraad de grens tussen twee nieuwe onafhankelijke landen: Noord- en Zuid-Korea.
Aan het eind van de Koreaanse Oorlog (1950-1953) werd een nieuwe grens vastgelegd door het midden van de Koreaanse gedemilitariseerde zone.